# Sidney Reilly

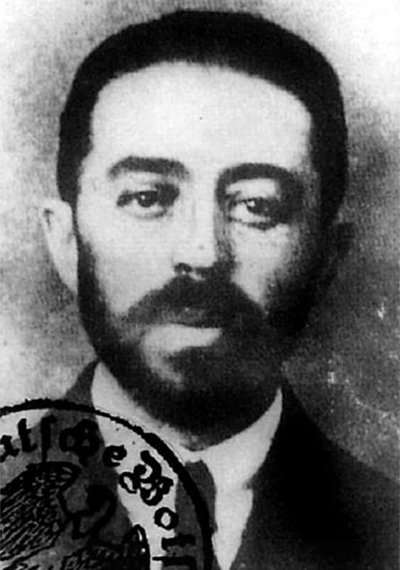
Sidney Reilly, år 1918

Löjtnant Sidney George Reilly, M.C., född Shlomo Rosenblum omkring 1873 i Odessa, död 5 november 1925 i Moskva, känd som the Ace of Spies (ungefär "spionesset"), var en ryskfödd äventyrare och hemlig agent anställd av brittiska SIS. Han sägs även ha spionerat för minst fyra andra nationer.
Hans ryktbarhet under 1920-talet beror delvis på hans vän Sir Robert Bruce Lockhart, som sensationaliserade deras djärva operation att försöka omkullkasta den nyligen bildade bolsjevikregeringen år 1918.
Efter Reillys död publicerade tidningen London Evening Standard en serie i maj 1931, kallad Master Spy som glorifierade hans bedrifter. Senare använde sig Ian Fleming av Reilly som en inspirationskälla för James Bond. Idag anser många historiker att Reilly är en exemplarisk prototyp av 1900-talets första superspion.[källa behövs]

## Tv-serien
- 1983 producerades en tv-serie i tolv delar Reilly, Ace of Spies, en dramatisering av Sidney Reillys liv med Sam Neill i huvudrollen.